# Bukowa Góra, Warmińsko-Mazurskie
Bukowa Góra [buˈkɔva ˈɡura] (tiếng Đức: Buchenberg)  là một cựu ngôi làng ở quận hành chính của Gmina Biskupiec, thuộc huyện Olsztyński, Warmińsko-Mazurskie, ở miền bắc Ba Lan. Nó nằm khoảng 6 kilômét (4 mi) phía bắc Biskupiec và 33 km (21 mi) về phía đông bắc của thủ đô khu vực Olsztyn.
Trước năm 1945, khu vực này là một phần của Đức (Đông Phổ).